# Lophoptera coerulescens
Lophoptera coerulescens är en fjärilsart som beskrevs av W. Warren 1914. Lophoptera coerulescens ingår i släktet Lophoptera och familjen nattflyn. Inga underarter finns listade i Catalogue of Life.